# Norfolius howensis
Norfolius howensis är en insektsart som först beskrevs av Tillyard 1917.  Norfolius howensis ingår i släktet Norfolius och familjen Nymphidae. Inga underarter finns listade i Catalogue of Life.

## Bildgalleri

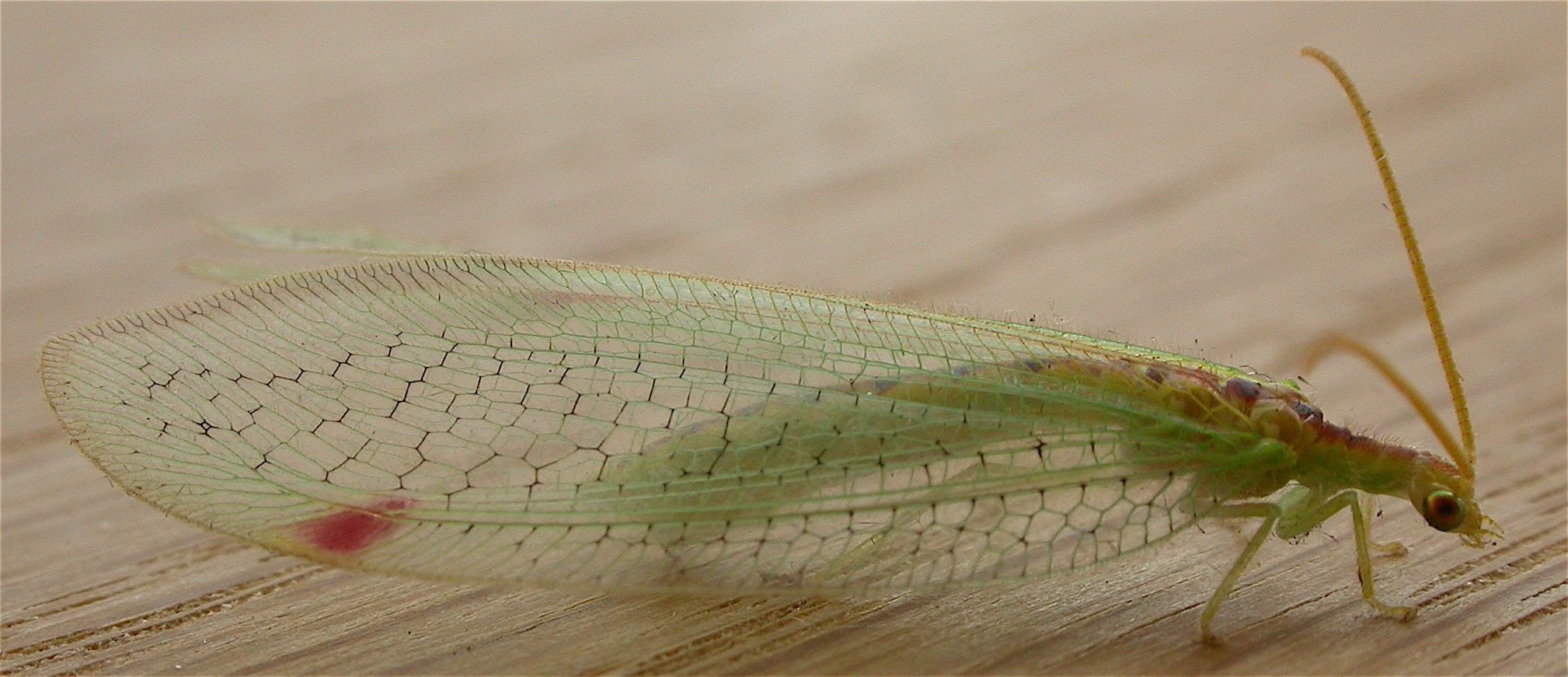
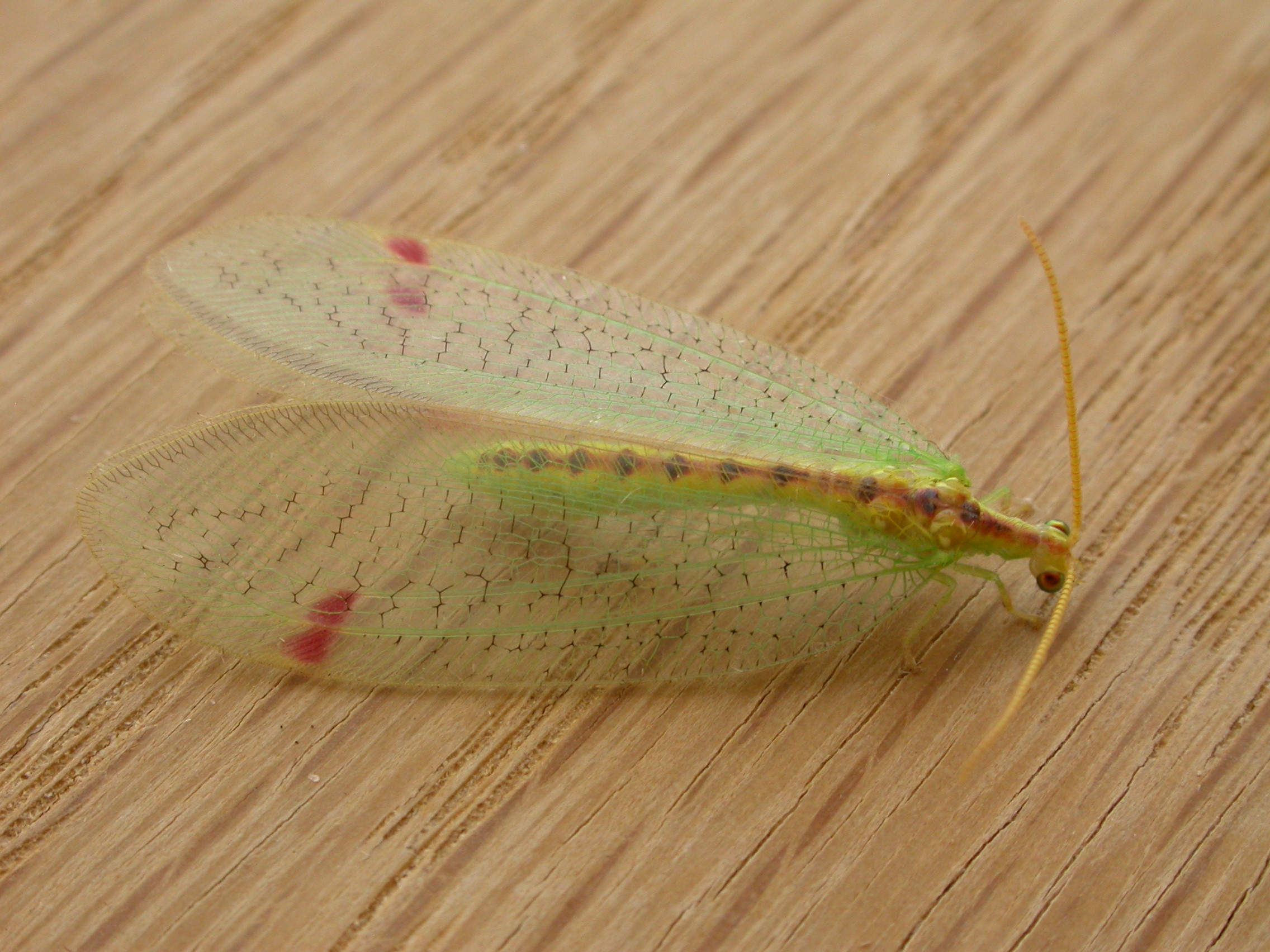